# Timothy Palmer (Brückenbauer)
Timothy Palmer (* 22. August 1751 in Rowley, Essex County, Massachusetts, USA; † 19. Dezember 1821 in Newburyport, Massachusetts) war ein US-amerikanischer Zimmermann, der einer der bedeutendsten Brückenbauer der damaligen Vereinigten Staaten wurde.
Er gehört mit Lewis Wernwag, Theodore Burr und anderen, weniger bekannten wie Enoch Hale (1743–1780), Moody Spofford (1744–1828), Jocob Spofford (1755–1812), Samuel Sewall Jr. (1724–1815), Lemuel Cox (1736–1806) und William Weston (1763–1833) zur ersten Generation von Brückenbauern, die Holzbrücken über größere Flüsse der USA bauten.

## Leben
Der junge Timothy Palmer ging bei Daniel Spofford in die Lehre, einem Zimmermann und Architekten, der in der Gegend viele hölzerne Kirchen und Versammlungshallen baute. Zu Beginn des Amerikanischen Unabhängigkeitskrieges nahm er als Minutemen 1775 am Gefecht von Concord in Massachusetts teil und diente danach noch drei Monate in der örtlichen Miliz. Nach dem Krieg war er als Architekt tätig.
1791 begann der 40 Jahre alte Palmer seine Karriere als Brückenbauer. Ohne ein örtliches Vorbild entwarf er die erste, auch Essex Merrimack Bridge genannte Brücke über den schiffbaren Lauf des Merrimack River oberhalb von Newburyport in Essex County, die 1792 eröffnet wurde. Er benutzte das Deer Island, um die Brücke mit hölzernen, von Sprengwerk unterstützten, bis zu 48 m (160 ft) langen Fachwerk-Bogenträgern über den Fluss zu bauen. Es folgten ähnliche Brücken in Andover, Haverhill und Rocks Village.
Kurz danach entwarf er die Piscataqua Bridge über die Great Bay am Piscataqua River, die 1794 eine neue Turnpike Road nach Portsmouth in New Hampshire führte. Sie enthielt eine Fachwerk-Bogenbrücke mit einer Stützweite von 74,37 m (244 ft), der weltweit längsten aller damaligen hölzernen Bogenbrücken.
Anschließend baute er die Brücke bei den Litttle Falls (1797) des Potomac River, eine Brücke über den Kennebec River bei Augusta, Maine, und den Vorläufer der Cornish–Windsor Covered Bridge über den Connecticut River, die Cornish (New Hampshire) mit Windsor (Vermont) verbindet.
Er erhielt 1797 ein Patent für seine Brücken, dessen Inhalt nach dem Brand des Patentamtes 1836 aber nicht mehr bekannt ist.
1803 wurde er nach Philadelphia, Pennsylvania, gerufen, um dort die Permanent Bridge (1805) über den Schuylkill River zu bauen, eine Fachwerk-Bogenbrücke mit drei Öffnungen. Palmers Vorschlag entsprechend wurde sie nach der Eröffnung als Wetterschutz mit einem Dach und einer seitlichen Verkleidung versehen und wurde damit zu der ersten gedeckten Brücke in Nordamerika.
Sein letztes größeres Bauwerk war die 1806 eröffnete gedeckte Brücke mit drei Öffnungen über den Delaware River zwischen Easton (Pennsylvania) und Phillipsburg (New Jersey), die erst 1895 durch die Northampton Street Bridge ersetzt wurde und damit einer der ältesten amerikanischen Holzbrücken war.
Der mittlerweile 54-jährige kehrte dann nach Newburyport zurück, wo er als Straßenplaner tätig war. Er plante die Erneuerung seiner Haverhill-Brücke und war bei anderen Brücken als Berater tätig. Als seine Essex Merrimack Bridge 1812 durch eine Kettenbrücke ersetzt wurde, wurde er zum örtlichen Vertreter von James Finley.
Der von vielen als Nestor of American Bridge Builders geehrte Palmer starb im Alter von 70 Jahren 1821 in Newburyport.